# Lothar von Arnauld de la Perière
Lothar von Arnauld de la Perière (18 de març de 1886 – 24 de febrer de 1941), nascut a Posen (actualment Poznań, Polònia) i d'origen francès, va ser un comandant de submarins alemany durant la Primera Guerra Mundial. Va enfonsar 194 vaixells amb 453.716 tones mètriques registrades (GRT), va ser l'as de submarins amb més èxit de la història. Durant la seva carrera va llançar 74 torpedos encertant 39 vegades.
Arnauld de la Perière va romandre a la Marina Alemanya (Reichsmarine) quan la guerra va acabar. Durant la Segona Guerra Mundial va tornar a l'activitat militar i va ser mort per accident aeri prop de París l'any 1941 quan prenia part en negociacions secretres amb el Govern de Vichy.

## Origen familiar
L'any 1757 a França, després d'un duel amb el Príncep de Borbó, Jean-Gabriel Arnauld, Seigneur de la Perière, un jove oficial artiller de 26 anys de Saint Plantaire (Indre) va haver d'abandonar França per evitar ser empresonat. Va anar a Prússia i s'uní a l'exèrcit de Frederic el Gran, Rei de Prússia. Es va casar tres vegades i va tenir 14 fills. El fill dotzè, Eugen Ahasverus Albertus, nascut el 1800, era l'avi de Lothar von Arnauld de la Perière.

## Primera Guerra Mundial

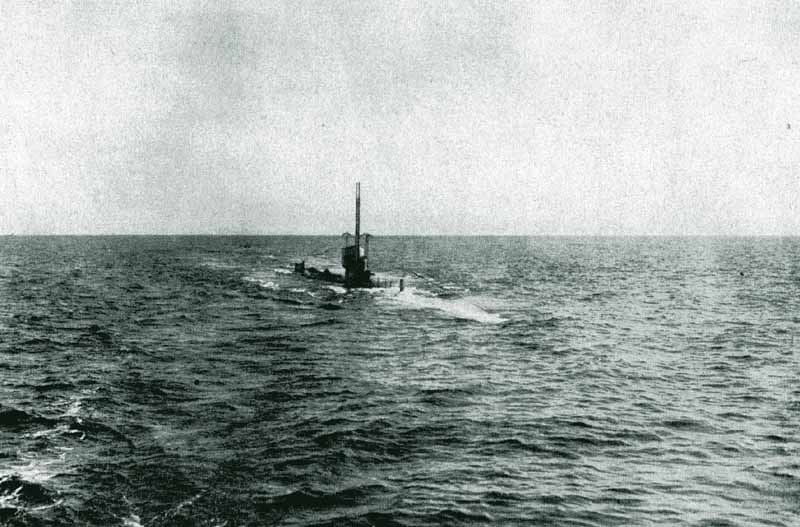
U-35 a la mar Mediterrània

Arnauld de la Perière entrà a la Kaiserliche Marine l'any 1903. Després de servir als vaixells de guerra Kurfürst Friedrich Wilhelm, Schlesien 2 i Schleswig-Holstein 2, serví com oficial de torpedo al creuer lleuger Emden 1906 des de 1911 a 1913.
A l'inici de la Primera Guerra Mundial, Arnauld de la Perière serví com adjunt a l'almirall Hugo von Pohl a Berlín. Arran de la mobilització va ser transferit al Marine-Luftschiff-Abteilung. El 1915, Arnauld de la Perière va ser transferit als U-boats. Després d'un curs a Pula, va ser comandant del SMU U-35 el novembre de 1915. Va fer 14 trajectes amb U-35 durant els quals va enfonsar 189 vaixells mercants i dos vaixells amb canons. Un dels enfnsats va ser el transportador de tropes francès SS Gallia, amb moltes pèrdues humanes. Pel seu servei va rebre la Creu de Ferro de segona i primera classe i la Pour le Mérite el 1916.